# Миннеэска (тауншип, Миннесота)
Миннеэска (англ. Minneiska) — тауншип в округе Уабаша, Миннесота, США. На 2000 год его население составило 205 человек.

## География
По данным Бюро переписи населения США площадь тауншипа составляет 46,4 км², из которых 27,7 км² занимает суша, а 18,8 км² — вода (40,40 %).

## Демография
По данным переписи населения 2000 года здесь находились 205 человек, 93 домохозяйства и 62 семьи.  Плотность населения —  7,4 чел./км².  На территории тауншипа расположено 174 постройки со средней плотностью 6,3 построек на один квадратный километр. Расовый состав населения: 96,59 % белых, 0,49 % азиатов, 0,98 % — других рас США и 1,95 % приходится на две или более других рас. Испанцы или латиноамериканцы любой расы составляли 1,46 % от популяции тауншипа.
Из 93 домохозяйств в 21,5 % воспитывались дети до 18 лет, в 57,0 % проживали супружеские пары, в 5,4 % проживали незамужние женщины и в 32,3 % домохозяйств проживали несемейные люди. 26,9 % домохозяйств состояли из одного человека, при том 9,7 % из — одиноких пожилых людей старше 65 лет. Средний размер домохозяйства — 2,20, а семьи — 2,59 человека.
17,1 % населения — младше 18 лет, 5,4 % — в возрасте от 18 до 24 лет, 17,6 % — от 25 до 44, 39,5 % — от 45 до 64, и 20,5 % — старше 65 лет. Средний возраст — 49 лет. На каждые 100 женщин приходилось 115,8 мужчин.  На каждые 100 женщин старше 18 приходилось 117,9 мужчин.
Средний годовой доход домохозяйства составлял 35 313 долларов, а средний годовой доход семьи —  38 750 долларов. Средний доход мужчин —  25 750  долларов, в то время как у женщин — 25 625. Доход на душу населения составил 19 001 доллар. За чертой бедности не находилась ни одна семья и 3,5 % всего населения тауншипа.